# Ulrike Schwalbe
Ulrike Schwalbe (14 de noviembre de 1978) es una deportista alemana que compitió en duatlón. Ganó tres medallas en el Campeonato Mundial de Duatlón de Larga Distancia entre los años 2004 y 2008.

## Palmarés internacional
| Campeonato Mundial | Campeonato Mundial      | Campeonato Mundial | Campeonato Mundial |
| Año                | Lugar                   | Medalla            | Prueba             |
| ------------------ | ----------------------- | ------------------ | ------------------ |
| 2004               | Fredericia ( Dinamarca) | Medalla de oro     | Individual         |
| 2005               | Barcis ( Italia)        | Medalla de plata   | Individual         |
| 2008               | Geel ( Bélgica)         | Medalla de bronce  | Individual         |